# کارلوس لوردو
کارلوس لوردو (اسپانیایی: Carlos Loredo‎; ۱۴ اکتبر ۱۹۵۱ – ۱۷ ژوئن ۱۹۹۸) بازیکن فوتبال اهل کوبا بود.
وی همچنین در تیم ملی فوتبال کوبا بازی کرده‌است.